# Revolution 9
„Revolution 9“ je osmiminutová kompozice, vydaná na albu The Beatles, obecně známém jako The White Album od anglické skupiny The Beatles. Jedná se o experimentální psychedelickou skladbu, kterou vytvořili John Lennon a George Harrison ve spolupráci s Yoko Ono a Paulem McCartneym. Ve skladbě znějí hlasy autorů na pozadí rozličných efektů, stejně jako úryvky jiných písní z "Bílého alba".

## Přijetí
Paul McCartney o skladbě řekl: "Revolution 9 byla podobná některým věcem, které jsem skládal jen tak pro zábavu. Nemyslím si, že ty moje by byly vhodné k publikování, ale John mě vždycky povzbuzoval."